# Guillaume Alexandre Thomas Pégot
Pour les articles homonymes, voir Pégot.
Guillaume Alexandre Thomas Pégot, né à Saint-Gaudens (Haute-Garonne) le 7 mars 1773 et mort dans cette même ville le 20 juillet 1858, est un général français de la Révolution et de l’Empire.

## Biographie
Guillaume Pégot était le fils aîné de Bertrand Pégot, négociant franc-maçon, membre de l'Assemblée de Comminges puis de l'Assemblée Constituante et de Jeanne-Joséphine-Antoinette Lacroix (1749-1831). Son frère cadet, Jean Gaudens Claude, est également volontaire (1792), chevalier de l'Empire (1809) et général de brigade (1814).

### Marin de laRévolution française
Il se porte volontaire dans la marine en 1790. Pilotin sur le navire L’Hortézien (ou Orthézien) (1791-1792), il passe capitaine au 3e bataillon de volontaires des Hautes-Pyrénées le 8 juin 1792, puis lieutenant-colonel en second dudit bataillon. Suspendu de ses fonctions par les commissaires de la Convention, il rejoint l’Armée des Pyrénées orientales (1793-1795) où il devient adjoint provisoire aux adjudants généraux en décembre 1793.
Mis en non-activité en 1795, il est réemployé à l’Armée d'Italie (1796-1798) où il sert comme enseigne sur la flottille du lac de Garde (1796).

### Fantassin du Directoire
En 1799, servant à l’intérieur, il est chargé de conduire à l’armée d’Italie un détachement de conscrits de la Haute-Garonne. Devenu chef de bataillon à la suite de la 3e demi-brigade de ligne, adjoint à l’adjudant-général Barbot, à l’état-major de la 10e division militaire à Toulouse le 31 juillet, il se signale lors de la bataille de Montréjeau contre les insurgés de la Haute-Garonne, puis commande provisoirement la place de Toulouse. Il est réformé le 11 avril 1800.
Il est réemployé le 9 avril 1805, comme chef de bataillon à l’état-major de l’avant-garde, qui devient plus tard le 5e Corps de la Grande Armée sous les ordres du Maréchal Lannes le 27 juillet 1805.

### Officier napolitain
En 1806, l'empereur Napoléon Ier crée un royaume de Naples qu'il confie à son frère Joseph le 30 mars 1806. Dans le même temps, Pégot passe au service du Roi de Naples, devenant major puis colonel au 1er régiment de ligne napolitain. En Catalogne, sous Duhesme, (1808-1810), il s’empare de l’ermitage de Moncada, puis sert à la défense de Barcelone.
Passé inspecteur aux revues dans l’armée napolitaine le 1er février 1812, général de brigade des armées napolitaines le 20 mars 1813), il démissionne du service de Naples le 22 février 1814, et rentre en France.

### Fin de carrière
La Première Restauration conciliante le reprend à son service en lui conservant son grade de général de brigade (mué en celui de Maréchal de camp) le 9 septembre 1814. On lui octroie le commandement supérieur du département de la Gironde afin qu'il y procède au licenciement des troupes en août 1815. Mis en non-activité en 1815, on le met à la retraite le 7 décembre 1825.
Replacé dans le cadre de réserve militaire par la Monarchie de Juillet en 1831, on le voit commandant du département de la Loire le 1er novembre 1833, puis admis définitivement à la retraite le 23 mai 1835.

## États de services
- Volontaire dans la Marine de guerre en 1790 ;
- Capitaine le 8 juin 1792 ;
- Lieutenant-colonel le 8 septembre 1792 ;
- Chef de bataillon le 26 juin 1799 ;
- Major (royaume de Naples) le 16 juin 1806 ;
- Colonel (royaume de Naples) le 16 novembre 1807 ;
- Général de brigade (royaume de Naples) le 20 mars 1813 ;
- Maréchal de camp le 9 septembre 1814 ;

## Campagnes

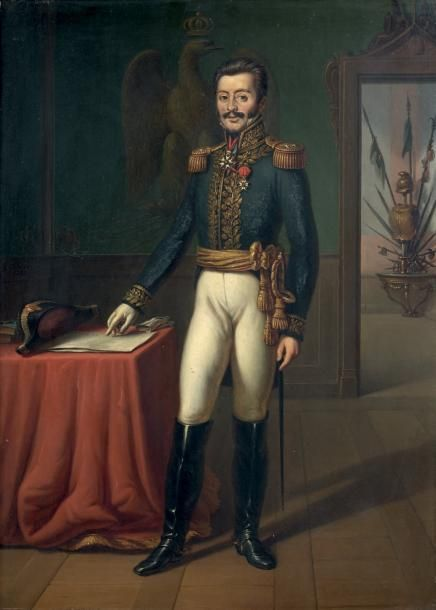
Portrait présumé du général de brigade Guillaume Alexandre Thomas Pégot en grand uniforme de général

- Pilotin sur le navire L’Hortézien (ou Orthézien) (5 février 1791 au 4 mars 1792) ;
- capitaine puis lieutenant-colonel en second au 3e bataillon de volontaires des Hautes-Pyrénées (1792) ;
- suspendu de ses fonctions par les commissaires de la Convention, (21 novembre 1792) ;
- Armée des Pyrénées orientales (1793-1795) :
Adjoint provisoire aux adjudants généraux (décembre 1793).
- Mis en non-activité en 1795 ;
- Armée d'Italie (1796-1798) :
Enseigne de vaisseau sur la flottille du lac de Garde (1796) ;
- Sert à l’Intérieur (1799) :
chargé de conduire à l’armée d’Italie un détachement de conscrits de la Haute-Garonne (25 mai 1799) ;
- Chef de bataillon à la suite de la 3e demi-brigade de ligne :
Adjoint à l’adjudant-général Barbot, à l’état-major de la 10e division militaire à Toulouse (31 juillet 1799) ;
Il se signale à Montréjeau contre les insurgés de la Haute-Garonne (20 août 1799) ;
Commandant provisoire de la place de Toulouse (20 octobre 1799) ;
- Réformé le 11 avril 1800 ;
- Chef de bataillon à l’état-major de l’avant-garde (9 avril 1805), qui deviendra plus tard le 5e Corps de la Grande Armée sous les ordres du maréchal Lannes (27 juillet 1805).
- Passe au service du royaume de Naples (28 mars 1806) ;
- Major au 1er régiment de ligne napolitain (16 juin 1806) ;
- Colonel du même régiment (16 novembre 1807) ;
- Campagne d'Espagne, sous Duhesme (1808-1810) : 
Brille à Moncada,
Sert à la défense de Barcelone ;
- Inspecteur aux revues dans l’armée napolitaine (1er février 1812) ;
- Démissionne du service de Naples (22 février 1814) et rentre en France.
- Repasse au service de la France (9 septembre 1814) ;
- Commandant supérieur du département de la Gironde afin qu'il y procède au licenciement des troupes (15 avril 1815 - 27 août 1815) ;
- Mis en non-activité (27 août] 1815) ;
- Admis en retraite (7 décembre 1825) ;
- Replacé dans le cadre de réserve militaire (22 mars 1831) ;
- Commandant du département de la Loire (1er novembre 1833) ;
- Admis définitivement à la retraite le 23 mai 1835.

## Faits d'armes
- Se signale à Montréjeau contre les insurgés royalistes de la Haute-Garonne le 20 août 1799.
- S’empare de l’ermitage de Moncada le 11 juin 1810.

## Décorations
- Commandeur de l'ordre royal des Deux-Siciles le 19 mai 1808
- Chevalier de Saint-Louis le 20 août 1814
- Commandeur de la Légion d’honneur le 27 avril 1834

## Titres
- Chevalier de l'Empire

## Règlement d'armoiries
« D'azur au rocher à trois coupeaux, sommé d'un pégot (oiseau) d'or, soutenu d'une champagne de gueules, au signe des chevaliers légionnaires. L'écu est sommé d'une toque de velours noir, retroussée de sinople, à un porte-aigrette d'argent, surmonté d'une aigrette blanche. »

 Armes parlantes.

## Sources
- Dictionnaire des généraux de la Révolution et du 1er Empire par Georges Six, tomes 1 et 2 (1934)
- Archives nationales (CARAN) – Service Historique de l’Armée de Terre – Fort de Vincennes – Dossier S.H.A.T. (côte : 8 Yd 1 802).